# Vedretta d'Avio
La Vedretta d'Avio Centrale è un ghiacciaio alpino italiano situato nel gruppo dell'Adamello, in alta val d'Avio,valle laterale della Valle Camonica.
Il ghiacciaio è situato sotto l'imponente parete nord-ovest del Monte Adamello (3539 m s.l.m.), più precisamente al di sotto della lunga cresta che dalla vetta dell'Adamello arriva fino al Passo Prudenzini (3050 m s.l.m.), passando per Cima del Laghetto (3365 m s.l.m.) e Punta Prina (3130 m s.l.m.).
Le acque di fusione del ghiacciaio alimentano il lago Pantano (2378 m.s.l.m) ed il piccolo Laghetto dell'Adamello (2480 m s.l.m.).
La denominazione "centrale" è dovuta alla presenza di due altri piccoli ghiacciai, denominati Avio Est ed Avio Ovest, che una volta, prima del progressivo ritiro dei ghiacciai, formavano un corpo glaciale unico.